# Кольцов-Мосальский, Иван Михайлович
Князь Иван Михайлович Кольцов-Мосальский (ум. 1 (12) июля 1707) — стольник, голова и воевода, генерал-поручик во времена правления Алексея Михайловича, Фёдора Алексеевича, Софьи Алексеевны и Петра I.
Представитель княжеского рода Кольцовых-Мосальских, старший сын князя Михаила Андреевича Кольцова-Мосальского.

## Биография

### Служба Алексею Михайловичу
В 1658 году пожалован в московские стряпчие. В 1659—1660 годах участник Конотопского похода, в полку князя А. Н. Трубецкого.
В феврале 1664 года голова у стряпчих при встрече английского посла Чарльза Говарда.
В 1665—1668 годах ездил с государем в его летние и зимние поездки.
В 1667 году голова при встрече польских послов.
В Боярской книге 1668—1692 годов показан стольником, с окладом 700 четвертей и 44 рубля.
Дневал и ночевал 29 июня, 13 и 27 июля 1669 года у гроба царевича Симеона Алексеевича.
В 1670 году участвовал в погребении царевича Алексея Алексеевича.
В 1671 году упомянут на государевом смотре в с. Смоленском.
В 1671—1674 годах сопровождал государя в его летних и зимних поездках, в частности в 1673 году в богомольной поездке Государя в Савино-Сторожевский монастырь.
В 1674 году голова у первой сотни жильцов при встрече Кизылбашских послов и голова у стряпчих при приёме шведского и персидского посольств в Кремле.
В 1675 году назначен вторым воеводой на Дон в товарищи к П. И. Хованскому-Змею для строительства крепости на реке Миус.

#### Служба Фёдору Алексеевичу
В 1676 году за службы пожалован придачей к поместному окладу в 200 четвертей земли и 24 рубля денег. В этом же году местничал с Григорием Леонтьевичем Кобяковым. По этому случаю князь Иван Михайлович заметил, что "тот разряд они Кобяковы писали сами и местничая в 1668/69 годах с М.М. Дмитриевым, еще ставили себе в честь, что предки их были с князьями Кольцовыми-Мосальскими".
В 1678 году назначен в Новгород и Вотскую пятину для разбора дворян, городовых дворян и детей боярских.
В 1679 году сопровождал государя в Троице-Сергиев монастырь.
В 1680—1681 годах в Томске.

#### Служба Софье Алексеевне
В 1683 году голова у стряпчих при встрече шведских послов.
В 1684 году ездил за Государем в его летних походах.
В 1685 году сопровождал Ивана V Алексеевича с крестами и иконами из Успенского собора к Лобному месту и далее был назначен сопровождать иконы в московский Ивано-Предтеченский монастырь.
В 1686 году назван "сыщиком" и прислал Государю донесение из Ливен о наказании там преступников.
В 1687 году в первом Крымском походе посылочный воевода у князя Василия Васильевича Голицына, за что пожалован золотым.
В 1688 году вновь пожалован придачей к поместному окладу в 250 четвертей земли и 30 рублей.
В 1689 году во втором Крымском походе «воевода у большого знамени», жалован золотыми, кубком золочёным и золотым кафтаном на соболях. В этом же году участвовал в Государевом походе в Троице-Сергиев монастырь.

#### Служба Петру I Алексеевичу
В 1690 году во время стрелецкого бунта сопровождал 18-летнего царя Петра в Троице-Сергиев монастырь, за что был пожалован придачей к поместному окладу 210 четвертей земли, серебряным кубком и увеличением должностного оклада на 60 рублей, а также дано на покупку отчины 600 ефимок.
В 1694 году участвовал в погребении царицы Натальи Кирилловны.
В 1696 году во время Второго Азовского похода сделан товарищем (заместителем) воеводы Большого полка боярина А. С. Шеина, произведён в генерал-поручики. Участвовал во взятии Азова и основании Таганрога.
В 1698 году под началом Шеина участвовал в усмирении бунта стрельцов под Новым Иерусалимом, где встретил бунтующих у монастыря, пытался их уговорить прекратить бунт и когда стрельцы отказались в июле разбил их тем самым прекратив мятеж. Князь был против поспешности, с которой начались казни, которые, по его мнению, вредили расследованию дела.
В 1700 году для укрепления Тавани и на случай прихода "турских и крымских людей" были отряжены полки стольника Ивана Михайловича Кольцова-Мосальского и малороссийского гетмана Ивана Степановича Мазепы, но со сбором возникли сложности и после ряда неурядиц, полк далее Ахтырки не дошёл. В результате полк Даниила Юдины решили отправить на помощь Мазепе, а Кольцову-Мосальскому дали указ возглавить стрелецкий полк Степана Стрекалова, но уже в августе полк переподчинили Ф.А. Головину и приказали идти под Нарву. Мазепа и часть полка Кольцова-Мосальского дошли до Тавани, где занялись починкой и постройкой укреплений, но уже осенью они получил приказ всё срыть по условиям Константинопольского мирного договора и начать усиленно строить крепость Каменный Затон.
В 1702 году по высочайшему указу основал и построил крепость Каменный Затон.
В 1702—1707 годах четвёртый стольник и воевода в Белгороде (с 1703 года официально именовался губернатором), в условиях войны со Швецией ему было поручена защита южных рубежей страны от Турции.
Владел поместьями во Владимирском, Вологодском и Московском уездах.
Умер полным генералом 1 (12) июля 1707 года в Белгороде.

## Семья
Три его брата также состояли на службе:
- Андрей Михайлович (ум. 1703) — воевода в Севске (1697), оставил 4 сыновей, из которых Дмитрий приговорён к повешению за расхищение казны.
- Фёдор Михайлович (род. 1652) — стольник и воевода в Нежине (1703—1708).
- Борис Михайлович (ум. 1703) — полковой воевода (1699), бездетен.

Его жена, Анна Петровна, урождённая Апухтина (ум. 1706), родила трёх сыновей и дочь:
- Яков Иванович (1666—1728) — советник Юстиц-коллегии (с 1722), воевода в Севске, бездетен.
- Василий Иванович (ум. после 1690) — второй воевода в Крымском походе (1689) и походе в Троице-Сергиев монастырь (1690), бездетен.
- Пётр Иванович (ум. 1721)
- Евдокия Ивановна